# Løpsmarka
Løpsmarka est une localité du comté de Nordland, en Norvège.

## Géographie
Administrativement, Løpsmarka fait partie de la kommune de Bodø.